# Finská kuchyně
Finská kuchyně je jednoduchá, ale zdravá příprava pokrmů na území Finska. Řada finských jídel se vaří také ve Švédsku nebo Rusku, respektive finská kuchyně se navzájem ovlivňuje s geograficky a historicky blízkými kuchyněmi švédskou, ruskou, laponskou a karelskou.
Vzhledem ke klimatickým podmínkám, drsné přírodě a poloze na periférii Evropy, nevyniká finská kuchyně vytříbeností a bohatstvím středomořské nebo orientální kuchyně, ale její jednoznačně silnou stránkou jsou jednoduchost a čerstvé suroviny. Kromě toho Finové hojně konzumují ryby, které dokážou velmi dobře upravovat. Mléčné výrobky mají ve Finsku vysokou kvalitu a jsou velmi různorodé.

## Ingredience
Tradiční finská kuchyně je založena na místních surovinách. Hodně využívá žita, ovsa a ječmene, mléčných výrobků, brukvovité zeleniny (jako jsou tuřín a vodnice), lesních plodů (např. borůvky, brusinky, moruška severní), ryb (losos, síh severní, štika, baltský herink atp.) a masa (vedle vepřového a hovězího také např. sobí a losí maso). V posledních desetiletích pod vlivem globalizace se nicméně i finské stravovací zvyky mění. Jsou uváděny nové produkty, ovoce a zelenina jsou dostupné po celý rok a obecně se klade větší důraz na zdravou výživu.

## Některá tradiční jídla a produkty

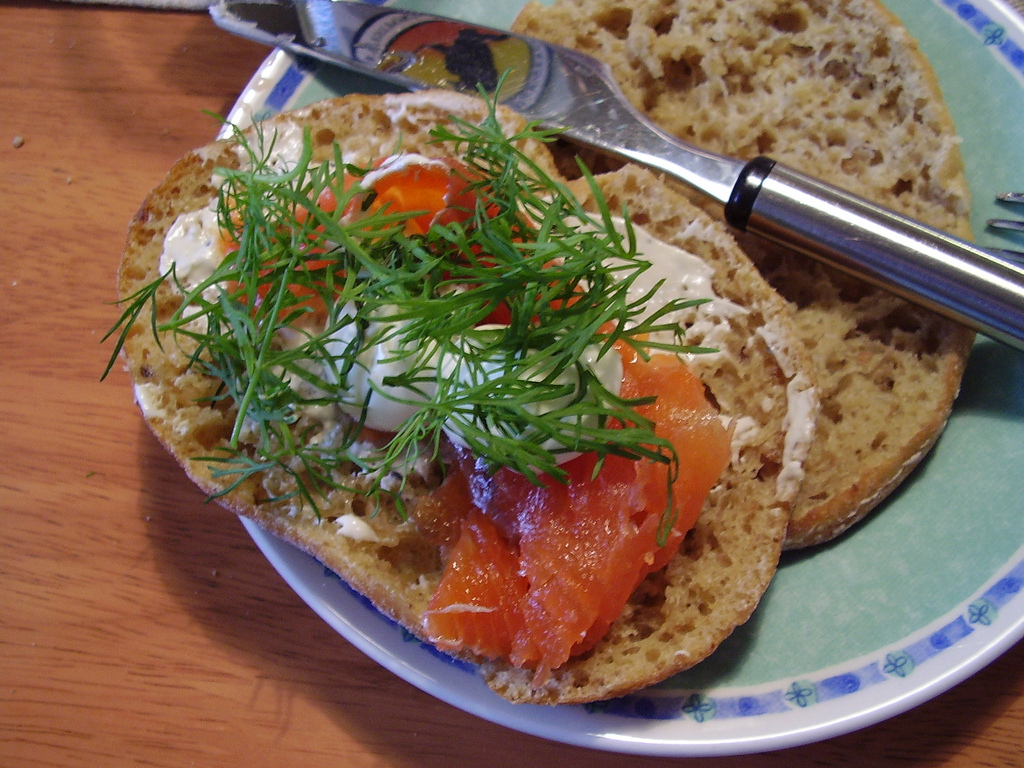
Uzený losos s žitným chlebem a smetanou ozdobený snítky kopru

Finská kuchyně se samozřejmě liší také regionálně. Řada místních produktů je ale dnes k dostání po celé zemi.

V některých ohledech se ve Finsku stále dodržují sezónní tradice. Například na konci léta (srpen) je sezóna raků, v době kolem masopustu (přelom ledna a února) jsou k dostání sladké deserty – laskiaispulla a téměř souběžně s nimi i Runebergův dortík (Runebergin tarttu). V době Vánoc je to tradiční nápoj glögi (skandinávská verze svařeného vína) a vánoční šunka (kinkku) s mrkvovou přílohou. V době Velikonoc je to zase sladké jídlo 
specifické barvy zvané mämmi.

### Polévky
- Hrachová polévka: polévka z hrachu, uzeného vepřového masa okořeněná solí a majoránkou. Tradičně podávána vždy ve čtvrtek.
- Špenátová polévka
- Rybí polévky: různé varianty polévek z ryb. Např. s losem, zeleninou, brambory a smetanou.
- Houbová polévka z lišek: polévka z lišek se smetanou na vaření, kořeněná pepřem a čerstvou petrželkou.Karjalanpiirakka (karelský piroh) – žitný podklad (obal) s rýžovou (alternativně také bramborovou) kaší

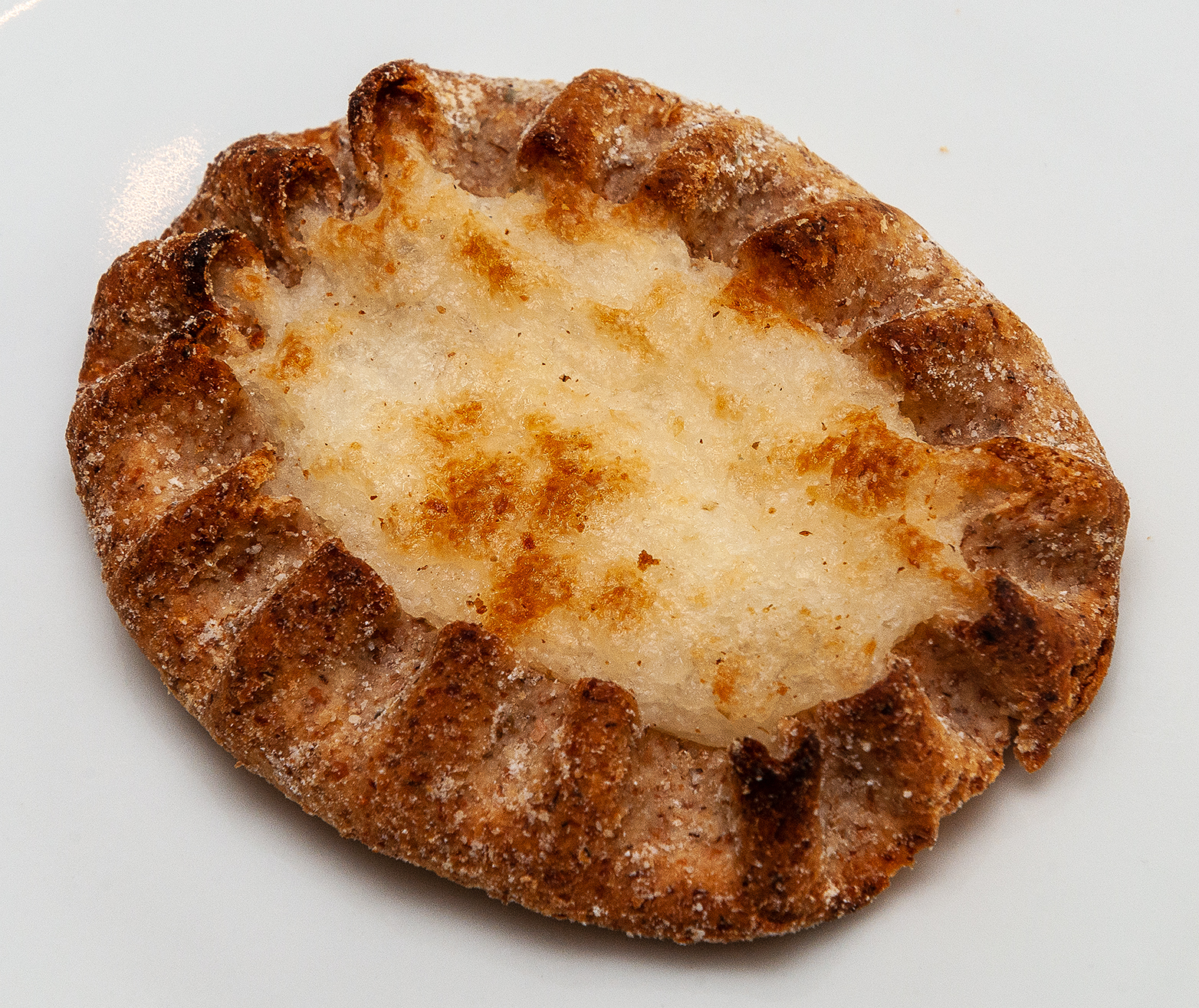
Karjalanpiirakka (karelský piroh) – žitný podklad (obal) s rýžovou (alternativně také bramborovou) kaší

### Předkrmy
- uzený losos
- za studena uzený losos
- marinovaný losos
- baltské herinky s různými příchutěmi, také nakládané podobně jako české zavináče.

### Hlavní jídla
- Palapaisti: dušené hovězí maso s mrkví, zahuštěné smetanou na vaření a okořeněné bílým pepřem.
- Karjalanpaisti: směs vepřového a hovězího masa, cibule a mrkve upravené v troubě jemně kořeněné novým kořením, solí a bobkovým listem.Pět druhů finského žitného chleba

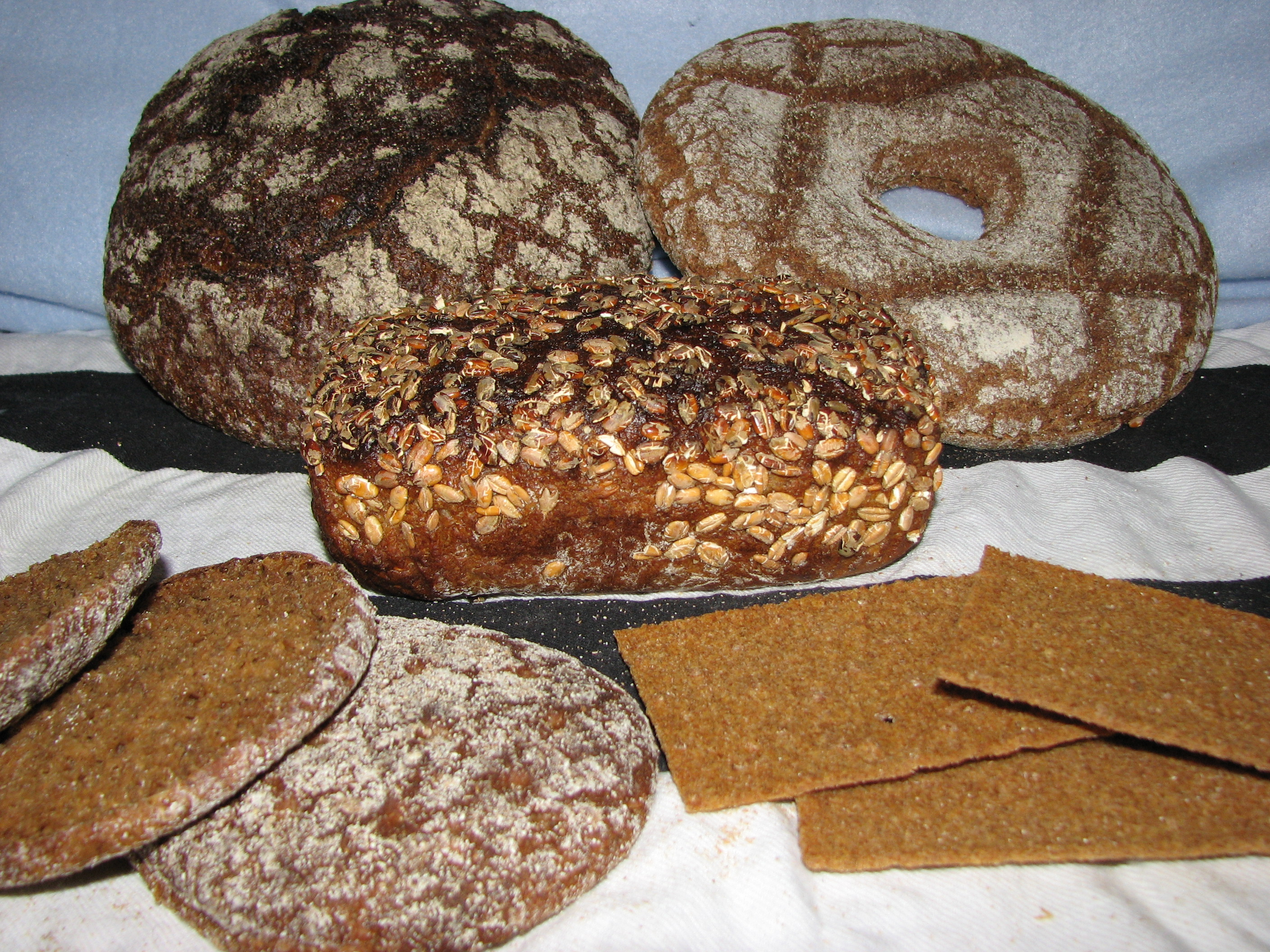
Pět druhů finského žitného chleba

- Stroganov: kostky hovězího masa s cibulí, česnekem a nakládanou okurkou, zahuštěné smetanou na vaření a trochou tomatové omáčky. Maso je připraveno v troubě. Tento ruský pokrm je populární i ve Finsku.
- Masové kuličky (lihapullat): kuličky z mletého hovězího a vepřového masa smažené na pánvi okořenění novým kořením a podávané například s hořčičnou omáčkou.
- Dušené sobí maso (poronkäristys): na velmi tenké plátky nakrájené sobí maso, dušené s česnekem, pepřem, solí a zalité pivem, považované za laponskou specialitu.

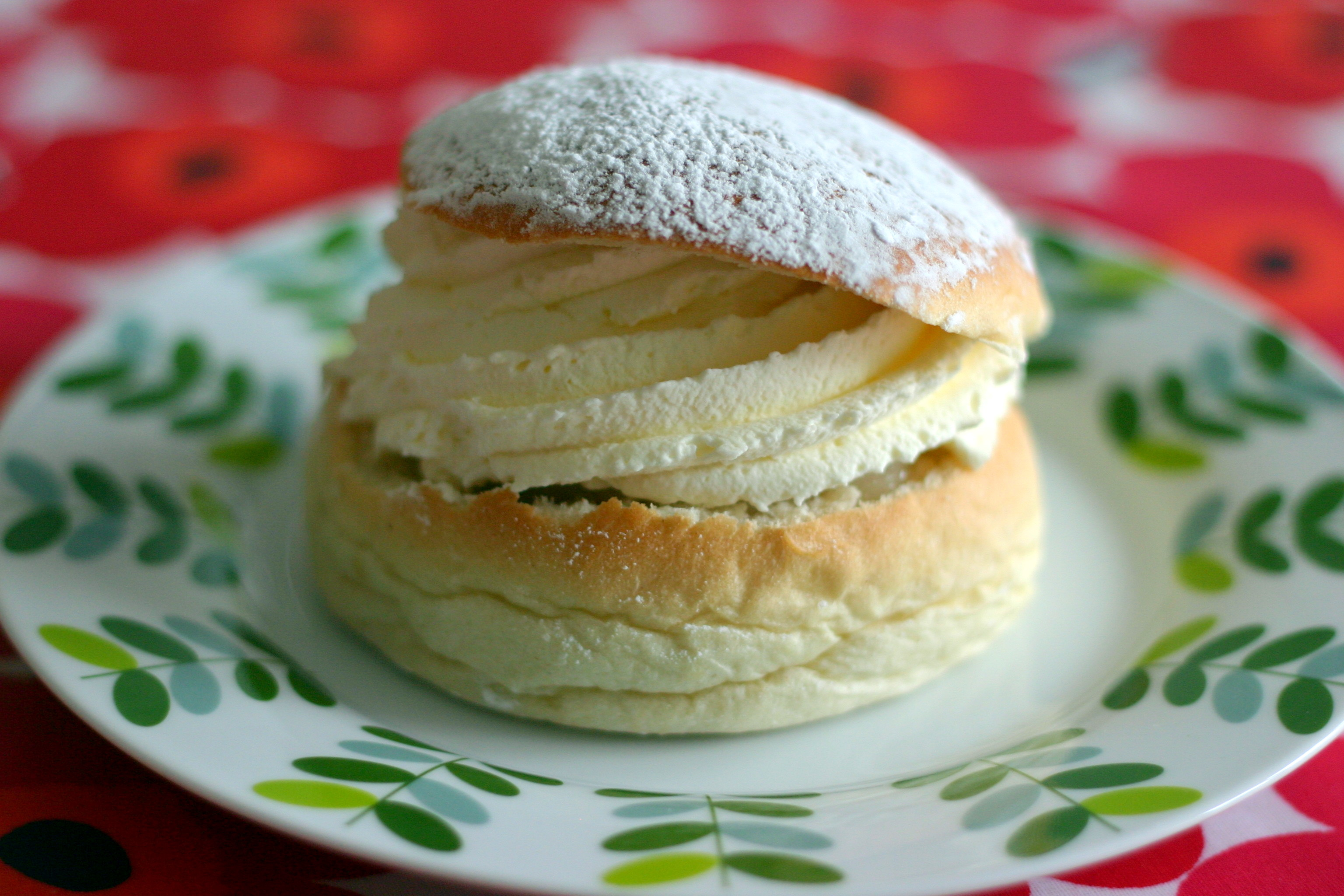
Laskiaispulla

### Chléb a pečivo
- žitný chleb (ruisreikäleipä)
- karelský piroh (karjalanpiirakka): žitný podklad (obal) s rýžovou (alternativně také bramborovou) kaší
- kalakukko: žitný chléb vyplněný zapečenými malými rybičkami (typu sardinek) a vepřovým masem
- rieska: chlebová placka z žitného nebo bramborového těsta

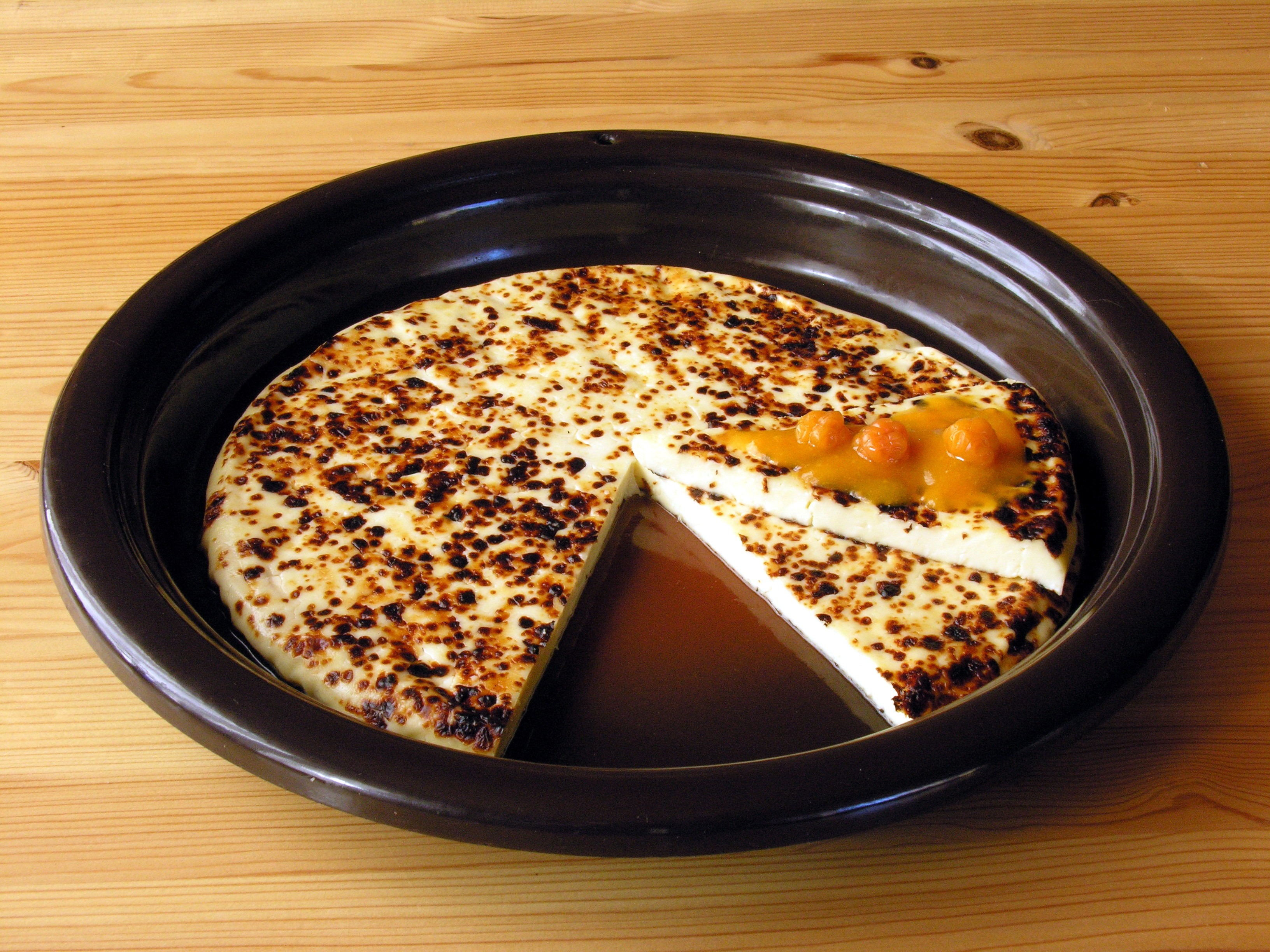
Leipäjuusto s džemem z morušky severní

### Mléčné výrobky
- viili: mléčný produkt podobný jogurtu, ale s odlišnou konzistencí a chutí.
- piimä: kysaný mléčný výrobek blízký kefíru
- smetana: specifický typ zakysané smetany, hustší a mastnější konzistence
- leipäjuusto: sýr z kravského mléka upravený v troubě
- máslová pomazánka s vajíčkem (munavoi): pomazánka z másla, vařeného vejce a soli

### Sladké pečivo a dezerty
- Laskiaispulla: sladké pečivo tvaru žemle nebo briošku z kynutého těsta s kardamonem a s mandlovým krémem nebo šlehačkou ochucenou mandlovým aromaMalinový kysel ve finské interpretaci

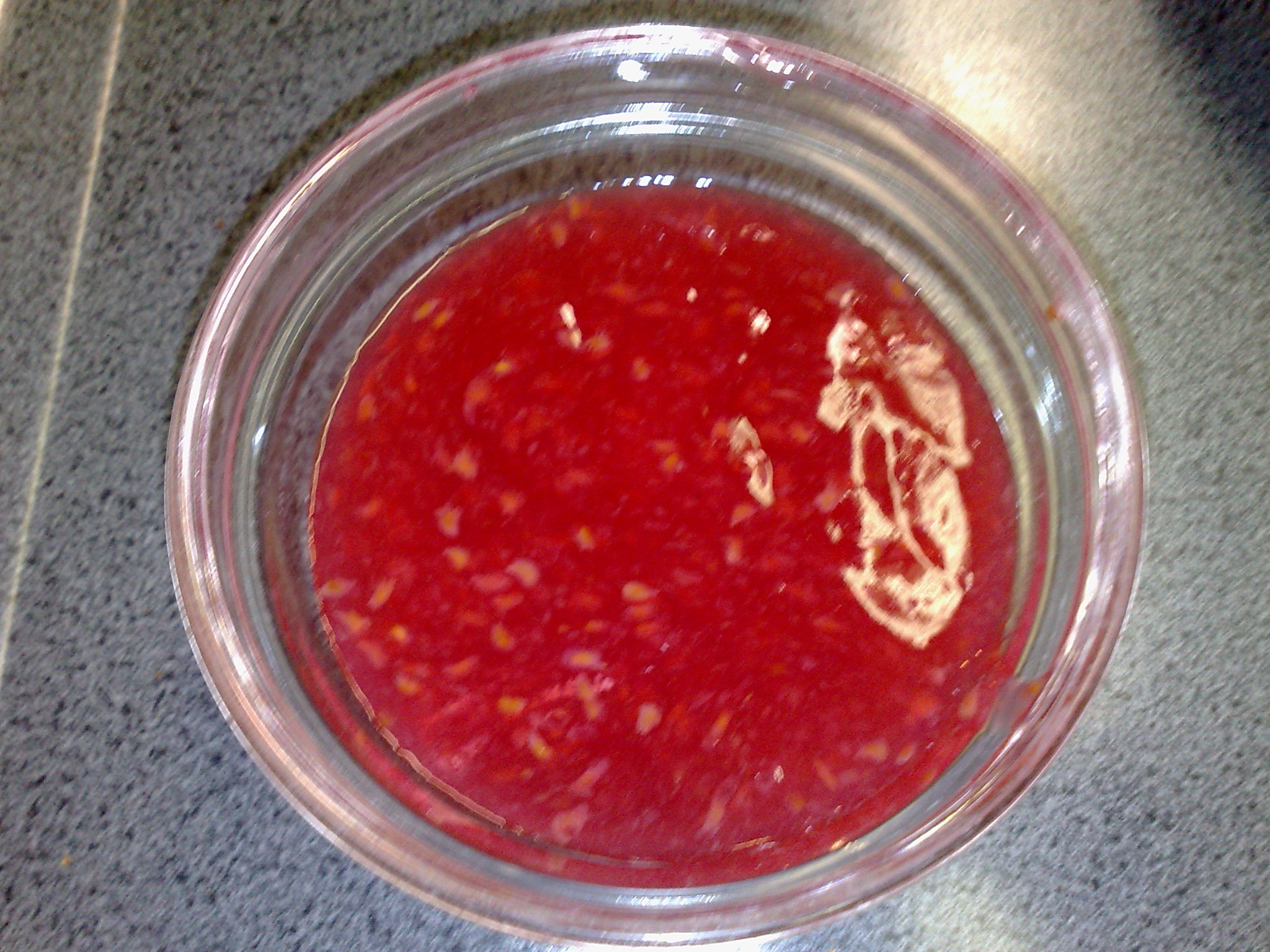
Malinový kysel ve finské interpretaci

- Runenbergův dortík: terč s mandlemi, rumem a malinovým džemem podávaný kolem 5. února (den narozenin Johana Ludviga Runeberga).
- různé druhy sladkého pečiva často ochucené skořicí a kardamomem s džemy z místních plodů (například: brusinky, moruška severní, maliny, borůvky, lesní jahody).

- Kiisseli: finská verze ovocného kyselu populárního ve východní i severní Evropě. Kiisseli je připravován z různých druhů ovoce, vody, cukru a bramborového škrobu k zahuštění.

### Nápoje

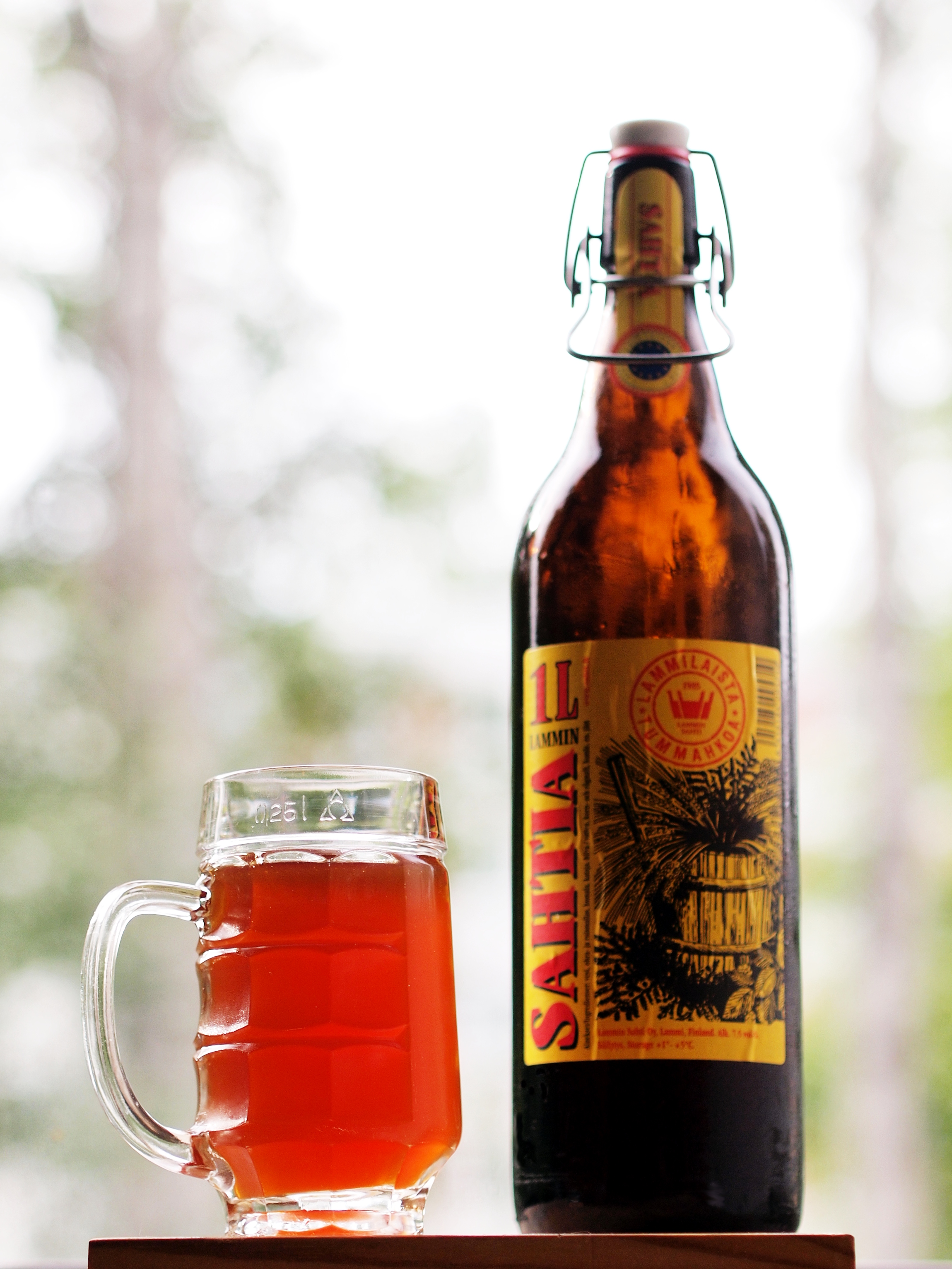
Pivo Sahtia

- vodka (označovaná obecně jako lihovina viina): finská vodka je proslulá především místní Pivo Sahtiačistou vodou. Nejznámější značky jsou Finlandia, Koskenkorva a Sisu.
- glögi (svařené víno): alkoholická verze je z kořeněného vína, nealkoholická je z ovocné šťávy s kořením.
- kotikalja: domácí nealkoholické pivo
- sahtia: tradiční pivo s příchutí jalovce

#### Finové a káva
Finové patří mezi vášnivé konzumenty kávy, kterou pijí většinou ve filtrované podobě s mlékem i bez mléka. Káva se podává téměř při každé společenské příležitosti nebo po jídle, často také se sladkým pečivem nebo desertem. Ve finských obchodech je k dispozici velký výběr většinou velice kvalitní kávy.

## Finské produkty v ochranném režimu
EU v současné době uděluje tři druhy ochranných režimů pro evropské produkty: PGI (Protected Geographical Indication), PDO (Protected Designation of Origin) a TSG (Traditional Speciality Guaranteed). V současnosti jsou registrovány nebo čekají na evidenci tyto finské produkty:
- PGI: laponské brambory (lapin puikula)
- TSG: sahti, kalakukko, karelské pirohy

## Reputace finské kuchyně
V posledních letech (v roce 2005) se v médiích objevily výroky z úst francouzského prezidenta J. Chiraca a italského premiéra S. Berlusconiho o finské kuchyni. Chirac dokonce srovnával britskou a finskou kuchyni, kterou označil za nejhorší v Evropě. Tyto nevhodné výroky vzbudily ve Finsku negativní reakce a vedly dokonce k diplomatické reakci ze strany Finska.